# Большая Турлейка
Большая Турлейка — река в России, протекает в Ромодановском и Чамзинском районах Республики Мордовия. Устье реки находится в 4,8 км по левому берегу реки Бутырлейка. Длина реки составляет 13 км.
Исток реки в Болтинском лесу юго-восточнее села Курмачкасы. Река течёт на восток, впадает в Бутырлейку у села Мичурино.

## Данные водного реестра
По данным государственного водного реестра России относится к Верхневолжскому бассейновому округу, водохозяйственный участок реки — Алатырь от истока и до устья, речной подбассейн реки — Сура. Речной бассейн реки — (Верхняя) Волга до Куйбышевского водохранилища (без бассейна Оки).
По данным геоинформационной системы водохозяйственного районирования территории РФ, подготовленной Федеральным агентством водных ресурсов:
- Код водного объекта в государственном водном реестре — 08010500212110000038680
- Код по гидрологической изученности (ГИ) — 110003868
- Код бассейна — 08.01.05.002
- Номер тома по ГИ — 10
- Выпуск по ГИ — 0